# Hipona
Hipona (em latim: Hippo Regius) era a actual cidade de Annaba, na Argélia.
Provavelmente fundada pelos Fenícios, passou para o domínio romano incluída na província da Numídia. Foi uma importante guarnição militar costeira e a partir do século III foi sede de episcopado, tendo entre os seus Bispos Santo Agostinho, que residiu e morreu em Hipona. Havia na cidade diversos monumentos e várias basílicas e intensa vida comercial, religiosa e militar.

## Cerco de Hipona
Foi durante o Cerco de Hipona de 430 que morreu Santo Agostinho. O cerco dos vândalos liderados por Genserico contra Bonifácio (conde da África) durou 14 meses até 431, quando a cidade foi finalmente ocupada.